# Haringey
Haringey es un municipio del Gran Londres, Inglaterra, Reino Unido (en inglés: London Borough of Haringey). Localizado en el norte del mismo, es clasificado por algunas definiciones como parte del Londres interior, y por otras como parte del Londres exterior. Comparte límites con otros seis municipios londinenses. En el sentido de las agujas del reloj, y partiendo desde el norte, son: Enfield (N), Waltham Forest (E), Hackney, Islington y Camden (S) y Barnet (O). Fue creado por el Acta del Gobierno de Londres de 1963, que entró en vigor el 1 de abril de 1965, con la unión de tres municipios anteriores.
Haringey se extiende por un territorio de más de once millas cuadradas. Algunos de los hitos locales más conocidos son Alexandra Palace, el Castillo de Bruce, Jacksons Lane, Highpoint I y II, y el Tottenham Hotspur Football Club. El municipio tiene contrastes extremos: algunas zonas en el oeste, como Highgate, Muswell Hill y Crouch End se encuentran entre las más prósperas del país; en el este del municipio, algunos distritos electorales se clasifican en el 10% de los más pobres del país. Haringey es también un municipio de contrastes desde el punto de vista geográfico. Desde el terreno alto y boscoso alrededor de Highgate y Muswell Hill, con 130 m s. n. m., el terreno cae bruscamente a una llanura baja y abierta junto al río Lee en el este. El municipio incluye amplias zonas verdes, que suponen más del 25% de su superficie total.
La autoridad local es el Haringey London Borough Council. En años recientes, el Haringey Council se ha convertido en objeto de crítica a nivel nacional, por su forma de actuar respecto al bienestar de los niños en relación con el asesinato de Victoria Climbié y la muerte de Baby P. En marzo de 2009, la actuación del Haringey Council fue colocada, por la Comisión auditora entre las cuatro peores del país y la peor de Londres. En diciembre de 2009, la actuación de Haringey fue considerada por Ofsted la peor del país en relación con los servicios para niños. Los servicios a la infancial del Council han mejorado significativamente en los años 2011-2012. Una serie de positivas inspecciones de la Ofsted llevaron a que el servicio fuera sacado de la categoría "medidas especiales" por el gobierno en febrero de 2013.

## Historia

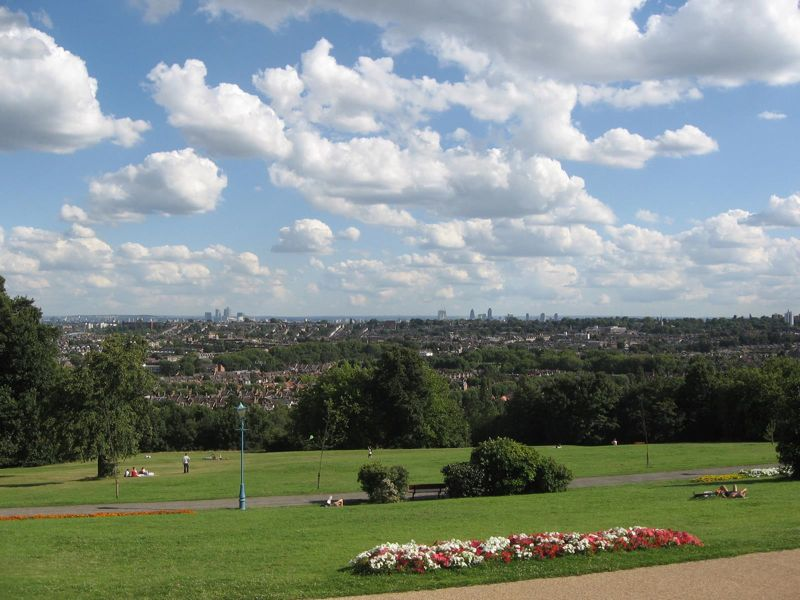
Sudoeste de Haringey con la City en el fondo, desde el Alexandra Palace, uno de los puntos más altos de Londres.

En la Edad de Hielo, Haringey estaba en el borde de una enorme masa glaciar que alcanzó por el sur a Muswell Hill. Hay evidencias de actividad en la zona tanto en la Edad de Piedra como en la Edad de Bronce.
Antes de la llegada de los romanos, Haringey formó parte de una amplia región que incluía Essex y Middlesex en la que vivía la tribu celta de los trinovantes.
La presencia romana se pone de manifiesto principalmente por las calzadas que construyeron en la zona. Tottenham High Road formó parte de la principal vía romana de Ermine Street. También se han encontrado hallazgos romanos en la zona que sugieren que debió haber algún tipo de asentamiento romano.
En los siglos V y VI, las invasiones sajonas llevaron al lugar a Haering, el jefe cuyo nombre se mantiene en la toponimia del lugar. En efecto, los nombres Haringey, Harringay y Hornsey que se usan actualmente son todas ellas variaciones de la misma palabra de inglés antiguo: Haeringes-hege.  Haering fue un jefe anglosajón que posiblemente vivió por la zona alrededor de Hornsey. Haering's Hege significa el cierre de Haering y evolucionó a Haringey, Harringay y Hornsey.
Haringey siguió siendo una zona rural hasta el siglo XVIII, cuando se construyeron amplias casas de campo cercanas a Londres. La llegada del ferrocarril de mediados del siglo XIX en adelante, llevó a una rápida urbanización; con el cambio de siglo, gran parte de Haringey se había transformado de zona rural a un entorno urbanizado.
El municipio, en su forma actual, se fundó en 1965, con la fusión de los anteriores municipios de Hornsey, Wood Green y Tottenham, todos los cuales habían sido parte anteriormente de Middlesex. El nuevo municipio se convirtió en parte del nuevo Consejo del Gran Londres. Sin embargo, perduran rastros de la antigua división municipal, con la relativa prosperidad de las diferentes partes del municipio aún dividiendo ampliamente a lo largo de los antiguos límites.

## Demografía
Según el censo de 2001, Haringey tenía 216 507 habitantes. El 65,62% de ellos eran blancos, el 20,03% negros, el 6,7% asiáticos, el 4,54% mestizos, y el 3,08% chinos o de otro grupo étnico. Un 20,6% eran menores de 16 años, un 75,14% tenían entre 17 y 74, y un 4,25% eran mayores de 75. La densidad de población era de 7318 hab/km² y había 92 170 hogares con residentes.
De los 106 526 habitantes económicamente activos, el 85,72% tenían un empleo, el 8,88% estaban desempleados y el 5,38% eran estudiantes a tiempo completo.

## Distritos
| Distrito            | Notas                                       |
| ------------------- | ------------------------------------------- |
| Bounds Green        |                                             |
| Bowes Park          | También parcialmente en Enfield             |
| Broadwater Farm     |                                             |
| Crouch End          |                                             |
| Finsbury Park       | También parcialmente en Hackney e Islington |
| Fortis Green        |                                             |
| Harringay           |                                             |
| Highgate            | También parcialmente en Camden e Islington  |
| Hornsey             |                                             |
| Little Russia       |                                             |
| Muswell Hill        |                                             |
| Noel Park           |                                             |
| Northumberland Park |                                             |
| St Ann's            |                                             |
| Seven Sisters       |                                             |
| South Tottenham     |                                             |
| Stroud Green        |                                             |
| Tottenham           |                                             |
| Tottenham Hale      |                                             |
| West Green          |                                             |
| Wood Green          | Centro metropolitano                        |

Nota: Todas las ciudades postales son LONDRES, y el código postal es N.